# Joeri Oganesjan
Joeri Tsjolakovitsj Oganesjan (Russisch: Юрий Цолакович Оганесян, Armeens: Յուրի Ցոլակի Հովհաննիսյան, Yuri Ts‘olaki Hovhannisyan) (Rostov aan de Don, 14 april 1933) is een Russisch-Armeense fysicus, die bekend is door zijn werk op het gebied van de transactinoïden, de superzware chemische elementen in het periodiek systeem. Het element oganesson is naar hem genoemd. In 2017 ontving Oganesjan de Gouden Lomonosov-medaille van de Russische Academie van Wetenschappen.